# Liste des compagnies aériennes d'Afrique du Sud
Cet article présente la liste des compagnies aériennes d'Afrique du Sud.

## Liste
| Compagnie aérienne        | Image | OACI | IATA | Indicatif d'appel | Depuis |
| ------------------------- | ----- | ---- | ---- | ----------------- | ------ |
| Africa Charter Airline    |       | FSK  | -    | AFRICAN SKY       | 2007   |
| Allegiance Air            |       | ANJ  | -    | AIR ALLEGIANCE    | 2008   |
| Angel Gabriel Aeronautics |       | -    | -    | ANGEL             |        |
| Airlink                   |       | LNK  | 4Z   | LINK              | 1992   |
| CemAir                    |       | KEM  | 5Z   | CEMAIR            | 2002   |
| Civair                    |       | CIW  | 2I   | CIVFLIGHT         | 1989   |
| Comair (Afrique du Sud)   |       | CAW  | MN   | COMAIR            | 1943   |
| Comair Flight Services    |       | GCM  | -    | GLOBECOM          | 2007   |
| Federal Air               |       | FDR  | 7V   | FEDAIR            | 1989   |
| FlySafair                 |       | SFR  | FA   | SAFAIR            | 2013   |
| Global Aviation           |       | GBB  | GE   | GLOBE             | 2001   |
| King Air Charter          |       | -    | -    | -                 | 1996   |
| Kulula.com                |       | CAW  | MN   | COMAIR            | 2001   |
| LIFT Airline              |       | GBB  | GE   | GLOBE             | 2020   |
| Mango                     |       | MNO  | JE   | TULCA             | 2003   |
| Phoebus Apollo Aviation   |       | PHB  | PE   | PHOEBUS           | 1979   |
| Safair                    |       | SFR  | FA   | SAFAIR            | 1969   |
| Solenta Aviation          |       | SET  | SL   |                   | 2000   |
| Star Air Cargo            |       | BRH  |      | BRIGHTSTAR        | 1996   |
| Cobra Aviation            |       | CBR  | 0C   | COBRA             | 2019   |
| South African Airways     |       | SAA  | SA   | SPRINGBOK         | 1934   |